# Brignoliella bicornis
Brignoliella bicornis är en spindelart som först beskrevs av Simon 1893.  Brignoliella bicornis ingår i släktet Brignoliella och familjen Tetrablemmidae.
Artens utbredningsområde är Filippinerna. Inga underarter finns listade.